# Seznam maratonov v Sloveniji
Seznam maratonov v Sloveniji:
- Seznam tekaških maratonov:
  - Ljubljanski maraton, prvič oktobra leta 1996 (42/21/10 km)[1]
  - Istrski maraton, prvič aprila 2014  (Koper, 42/21/10 km)[2]
  - Maraton treh src, prvič maja leta 1981 (Radenci; 42/21/10/5,5 km)[3]
  - Maraton Bovec - najstarejši v Sloveniji, prvič novembra leta 1980 (Bovec, 42/21/10 km)[4]
  - Maraton Celje - Logarska dolina (75/58/42/33/27/17 km)
  - Gorski maraton 4 občin (Tolmin-Bohinj-Cerkno-Železniki; 42 km; 2800 m vzponov 2800 m spustov)

- Seznam tekaških polmaratonov:
  - Mali kraški maraton (Sežana; 21 km)[5]
  - Konjiški maraton (Slovenske Konjice, 12/10 km)[6]
  - Novomeški polmaraton (Novo mesto, 21/10/6,5 km)[7]

- Seznam kolesarskih maratonov:
  - Kolesarski maraton Franja

- Seznam triatlonov:
  - Triatlon Bled
  - Triatlon Celje
  - Triatlon Kočevje
  - Triatlon Ljubljanica
  - Triatlon Murska Sobota
  - Triatlon Ptuj

- Seznam duatlonov:
  - Duatlon Kamnik
  - Duatlon Kočevska Reka
  - Duatlon Ribnica

- Ostalo
  - Akvatlon Snovik

1. ↑  »Volkswagen Ljubljanski maraton«. vw-ljubljanskimaraton.si. Pridobljeno 28. septembra 2022.
2. ↑  »Istrski maraton | Krepat, krepat, ma ne molat!«. Istrski Maraton. Pridobljeno 28. septembra 2022.
3. ↑  »Maraton treh src«. www.maraton-radenci.si. Pridobljeno 28. septembra 2022.
4. ↑  »Blitz Bovec maraton«. blitz-bovecmaraton.si. Pridobljeno 28. septembra 2022.
5. ↑  »Mali kraški maraton«. www.kraskimaraton.si. Pridobljeno 28. septembra 2022.
6. ↑  »Konjiški maraton • Maraton z dušo, 25. 9. 2022«. Konjiški maraton. Pridobljeno 28. septembra 2022.
7. ↑  »Prva stran«. www.novomesto21.si. Pridobljeno 28. septembra 2022.